# میراندا بونانسئا
میراندا بونانسئا (ایتالیایی: Miranda Bonansea؛ ‏ ۳۱ اکتبر ۱۹۲۶ – ۱۰ فوریهٔ ۲۰۱۹) بازیگر و صداپیشه اهل ایتالیا بود.
از فیلم‌ها یا مجموعه‌های تلویزیونی که وی در آن‌ها نقش داشته‌است، می‌توان به گذرنامه سرخ، زن نابینای سورنتو و سه آرزو اشاره نمود.